# Pakdi Chillananda
Pakdi Chillananda (nascido em 14 de agosto de 1946) é um ex-ciclista tailandês. Representou sua nação nos Jogos Olímpicos de Verão de 1964.